# 俄勒岡 (阿肯色州)
俄勒岡（英語：Oregon）是位於美國阿肯色州布恩縣的一個鬼鎮。

## 地理
俄勒岡所處的海拔為高於海平面394米（即1293英呎），而該地所採用的時區為UTC-6，即北美中部時區（CST）。同時該地設有夏令時間，為UTC-6調快一小時，即UTC-5（CDT）。